# Garnizon Częstochowa
Garnizon Częstochowa – polski garnizon wojskowy, a w okresie zaborów garnizon wojsk rosyjskich.

## Garnizon fortecy częstochowskiej
Garnizon Częstochowski został praktycznie podporządkowany rozkazom władz wojskowych dopiero w połowie 1783 roku. W maju i czerwcu 1783 na polecenie Departamentu Wojskowego odbyły się lustracje fortecy. W lipcu 1783 zreformowano garnizon. Komendanta i oficerów mianować miał król, a pieniądze na utrzymanie twierdzy pochodzić miały z intraty kilku wydzielonych starostw. W Częstochowie garnizon stacjonował do 6 marca 1793 roku, kiedy to wymaszerował do Krakowa, kapitulując przed Prusakami oblegającymi miasto.
Załogę garnizonu 1783 roku stanowiło 125 ludzi. Byli to: komendant, dwunastu artylerzystów i kompania muszkieterów w sile 112 żołnierzy. Etat zmieniono w 1792 roku. Liczba artylerzystów powiększono do 21 osób, a muszkieterów do 169. Do 1790 roku obsadę oficerską stanowili: komendant w stopniu majora, jeden porucznik artylerii; w piechocie – kapitan, porucznik i chorąży. W 1786 roku pojawił się architekt fortecy w stopniu chorążego, potem podporucznika. W 1790 roku w piechocie pojawił się podporucznik. Liczba ofi¬cerów wzrosła z pięciu w 1783 roku do siedmiu w 1790.
Komendantem fortecy był Marcin Wierzbowski, artylerią dowodził por. Jan Szternberg, a muszkieterami kapitanowie: Ignacy Soldadini, a później Franciszek Brzeziński.

## Garnizon carski
- 14 Dywizja Kawalerii Imperium Rosyjskiego
- 7 Pułk Strzelców Imperium Rosyjskiego

## Wojsko Polskie II RP w Częstochowie
- 2 Pułk Strzelców Granicznych
- 27 Pułk Piechoty (II RP)
- 64 Dywizjon Artylerii Lekkiej
- 7 Brygada Artylerii (II RP)
- 7 Dywizja Piechoty (II RP)
- 7 Dywizja Piechoty AK „Orzeł”
- 7 Pułk Artylerii Lekkiej (II RP)
- Batalion Zapasowy 27 Pułku Piechoty
- Obwód Częstochowa AK
- XIV Brygada Piechoty (II RP)

## Wojsko Polskie po 1945 roku
- 18 Batalion Łączności
- 2 Warszawska Dywizja Piechoty
- 37 Dywizja Piechoty (LWP)
- 5 Kołobrzeski Pułk Piechoty
- 6 Pułk Piechoty (LWP)
- 6 Pułk Zmechanizowany (LWP)
- 7 Zapasowy Pułk Piechoty